# Anundsjö revir
Anundsjö revir var ett skogsförvaltningsområde i Härnösands överjägmästardistrikt, Västernorrlands län, som omfattade Anundsjö socken med undantag av kronoparkerna Östra och Västra Anundsjö. Reviret, som var indelat i fyra bevakningstrakter, omfattade 39 194 hektar allmänna skogar (1920), varav tio kronoparker med en areal av 38 182 hektar.